# Religiøs orden
En religiøs orden er en sammenslutning bestående af mennesker som lever efter et specielt sæt regler i tråd med deres religiøse overbevisning. Medlemmerne kaldes ordensfolk eller religiøse (efter latin regula, 'regel'). Mænd kaldes normalt munke, brødre eller fratre, mens kvinder kaldes nonner eller søstre. Mandlige medlemmer kan være ordineret præster eller lægbrødre. De aflægger løfter, normalt først timelige løfter (dvs. for en afgrænset periode), og derefter evige løfter.  De fleste ordner har en særlig dragt til deres medlemmer.
Nogle ordner isolerer sig fra omverdenen i lukkede klostre, mens andre har en aktiv rolle i f.eks. undervisning, omsorgsfulde erhverv eller missionsvirksomhed.
Ordensvæsenet står stærkest i den katolske kirke og i buddhismen. Men det findes også, i mindre omfang, i andre trosretninger og andre religioner.

## Kristne tradition

### Katolske ordener
I det katolske ordensvæsenet skelnes mellem to kategorier: Ordener og kongregationer. Skellet er ofte vagt, og hvordan en sammenslutning defineres, afhænger oftest bare af hvilken formulering, som er brugt i den pavelige godkendelse. Generelt kan sige, at alle dem, som blev stiftet før Reformationen er ordener, mens flertallet af dem, som blev stiftet senere, er menigheder. I daglig tale omtales alle som ordener. En del bruger også ordet 'selskab' (latin societas) om sammenslutningen.
Ordener er opdelt i to hovedgrupper, efter det liv medlemmerne lever:
- Kontemplative: Medlemmerne er i større eller mindre grad isoleret fra omverdenen.
- Apostoliske: Medlemmerne driver udadrettet virksomhed.

Nogle ordener som Dominikanerordenen har både kontemplative og apostoliske grene.
Nogle ordener er blevet opdelt ved at en del af ordenen er gået over (eller gået tilbage) til en strengere orden. De strenge grene markerer gerne det i navnet ved at tilføje  f.eks. af den strenge observans eller barfodet (man markerer strengheden ved at  bruge sandaler, ikke sko).
Katolske ordener kan være kun for mænd eller kun for kvinder, eller de kan have to grene. Medlemmerne må aflægge tre løfter: Om lydighed, kyskhed og fattigdom. Der findes flere grene, som enten er specielle grupperinger for et af kønnene (f.eks. en apostolisk gren i en orden af kontemplativ tradition), eller en lægorden for medlemmer af begge køn (som kan være gift). Mandlige medlemmer kan være ordineret eller lægmænd; kvinder kan ikke ordineres i den katolske kirke.
De fleste har ordensdragter, men mange tillader også anvendelse af almindeligt tøj. En del af de mandlige ordener bruger traditionelle præsteklæder. I en del tilfælde er det eneste som adskiller en ordensdragt fra en anden et lille symbol eller udformningen af krucifikset medlemmerne bærer.

## Buddhistiske tradition
I det buddhistiske samfund, er en religiøs orden en af de forskellige monastiske ordner af munke og nonner, hvoraf mange følger forskellige skoler af undervisningen, såsom Zen. En velkendt kinesisk buddhistisk orden er den gamle Shaolin orden i Ch'an (Zen) buddhisme og i moderne tid the Order of Hsu Yun.

## Islamiske tradition

### Sufis
Tariqah er, hvordan en religiøs orden er beskrevet i sufismen. Den henviser især til den mystiske undervisning og spirituelle praksis i en sådan orden med det formål at søge ḥaqīqah "ultimative sandhed". Sådanne tariqas har typisk en murshid (guide), der spiller rollen som leder eller åndelig vejleder. Medlemmer og tilhængere af en tariqa er kendt som murīdīn (ental murīd), som betyder "ønsker", nemlig. "ønsker viden om at kende Gud og elske Gud" (også kaldet en faqīr فقير)

## Ridderordener
I middelalderen opstod flere religiøse ridderordener. De var nært knyttet til det traditionelle ordensliv, eftersom medlemmerne levede efter en regel og var i kirkens tjeneste. Det var særligt i forbindelse med korstogene at ridderordenerne voksede sig stærke. De største var tempelridderordenen, johanniterordenen og den tyske ridderorden.
Johanniterordenen kom til Danmark under Valdemar den Store og havde base på Antvorskov Kloster.
Orden som udmærkelse er fortjenestesorden, men kaldes ofte ridderorden. Den, som får udmærkelsen, kaldes  ridder. I flere fortjenestesordener er ridder den laveste grad, mens højere grader kan være kommandør, storkorsridder og lignende.